# Iwan Mieszczaninow
Iwan Iwanowicz Mieszczaninow (ros. Иван Иванович Мещанинов, ur. 23 listopada?/5 grudnia 1883 w Ufie, zm. 16 stycznia 1967 w Leningradzie) – rosyjski językoznawca i archeolog.

## Życiorys
Urodził się w rodzinie szlacheckiej. W 1902 skończył gimnazjum klasyczne, studiował na Wydziale Prawnym Uniwersytetu Petersburskiego, przez dwa semestry studiował na uniwersytecie w Heidelbergu, w 1910 ukończył studia w Instytucie Archeologicznym w Petersburgu. Zajmował się rosyjską historią i archeologią, od 1910 do 1923 kierował archiwum historycznym Instytutu Archeologicznego, w 1909 opublikował pierwsze prace naukowe, w 1911 został honorowym doktorem Instytutu Archeologicznego. W latach 1925–1933 brał udział, w tym jako kierownik, w ekspedycjach archeologicznych, m.in. na Zakaukaziu. W 1932 został akademikiem Akademii Nauk ZSRR, 1933–1937 był dyrektorem Instytutu Antropologii, Archeologii i Etnografii Akademii Nauk ZSRR. Pisał głównie prace z językoznawstwa ogólnego i kaukaskiego, m.in. Obszczeje jazykoznanije. K problemie stadialnosti w razwitii słowa i priedłożenija (1940), Głagoł (1948) i Grammaticzeskij stroj urartskogo jazyka (z. 1–2, 1958–1962). W 1947 został doktorem honoris causa Uniwersytetu w Teheranie i doktorem filozofii Uniwersytetu Karola w Pradze.

## Odznaczenia i nagrody
- Medal Sierp i Młot Bohatera Pracy Socjalistycznej (10 czerwca 1945)
- Order Lenina (dwukrotnie, 23 listopada 1943 i 10 czerwca 1945)
- Order Czerwonego Sztandaru Pracy (27 listopada 1963)
- Nagroda Stalinowska (dwukrotnie, 1943 i 1946)